# Culto ao urso

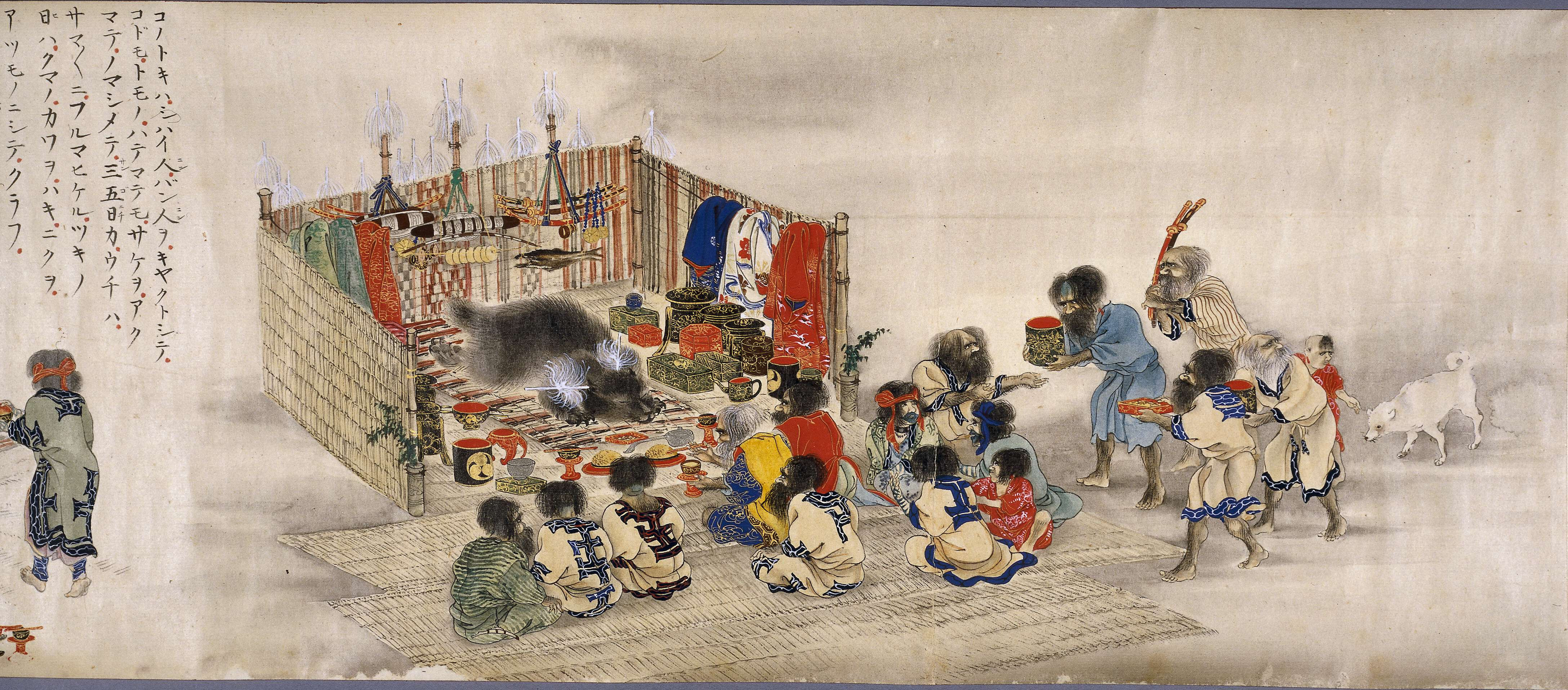
Cerimonial de Ainu Iomante (envio de urso para o mundo espiritual). Pintura japonesa em pergaminho, à volta de 1870

Culto ao urso é uma prática religiosa de veneração a ursos. Este tipo de culto animista é encontrado em muitas religiões étnicas do norte da Eurásia, por exemplo dos povos Sámi, Ainu, Nivkh, Bascos, Germânicos, Eslavos, Finlandeses e Países Bálticos. Existe igualmente uma série de divindades da Gália Celta e da Grã-Bretanha associadas ao urso. Diversos povos dos Bálcãs Orientais tais como os Dácios, Trácios e Getas, veneravam os ursos e celebravam inclusive o festival anual da dança do urso. O urso é representado em muitos totens nas culturas da América do Norte, em esculturas principalmente.

## Culto Paleolítico

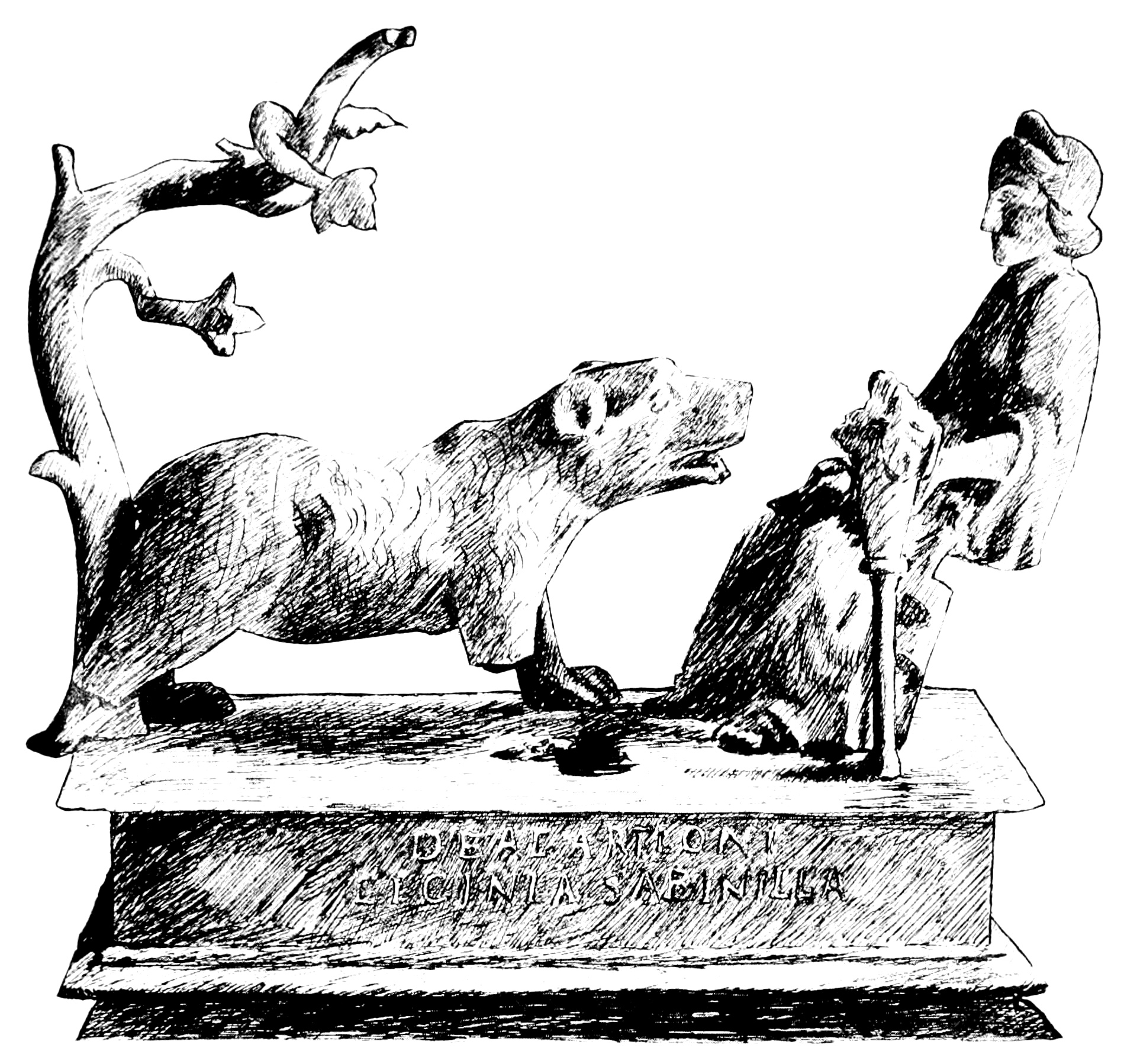
A Deusa-dos-Ursos alimenta um urso

A existência dum antigo culto ao urso entre os Neandertais na Eurásia Ocidental no Paleolítico Médio tem sido objecto de conjeturas devido a descobertas arqueológicas controversas. Alguns indícios observados em ossos de urso descobertos em vários sítios arqueológicos na Eurásia ocidental, sugerem que os Neandertais podem ter reverenciado o urso das cavernas (Ursus spelaeus). Não foi apenas a presença destes esqueletos, mas sim o seu peculiar posicionamento que intrigou os arqueólogos. Durantes as escavações, arqueólogos no local determinaram que os ossos estavam dispostos de tal forma que só poderia ter resultado da intervenção de hominídeos, e não de processos naturais de deposição dos restos mortais dos animais.
Emil Bächler, um dos defensores da hipótese do culto ao urso, encontrou restos mortais de ursos na Suíça e na Gruta de Morn (Mornova zijalka) na Eslovénia. Juntamente com a descoberta de Bächler, foram encontrados crânios de urso por André Leroi-Gourhan dispostos num círculo perfeito em Saône-et-Loire.
A descoberta de padrões como os encontrados por Leroi-Gourhan sugere que estes esqueletos de urso foram intencionalmente dispostos desta forma, um ato que só pode ser atribuído aos neandertais devido à datação do sítio arqueológico, e deste modo interpretado como um ritual fúnebre.
Embora estas descobertas tenham sido consideradas indicativas dum antigo culto do urso, outras interpretações dos restos mortais levaram à conclusão que a presença de ossos de urso nestes contextos é um fenómeno natural. Ina Wunn, com base nas informações que os arqueólogos têm sobre os hominídeos primitivos, afirma que se os neandertais venerassem ursos, haveria evidência disso nas suas povoações e acampamentos.
No entanto, a maioria dos esqueletos de ursos foi encontrada em grutas ou cavernas naturais. Muitos arqueólogos teorizam que, tal como a maioria das espécies de ursos hiberna nas grutas durante o Inverno, a presença de restos mortais de ursos não é invulgar neste contexto.

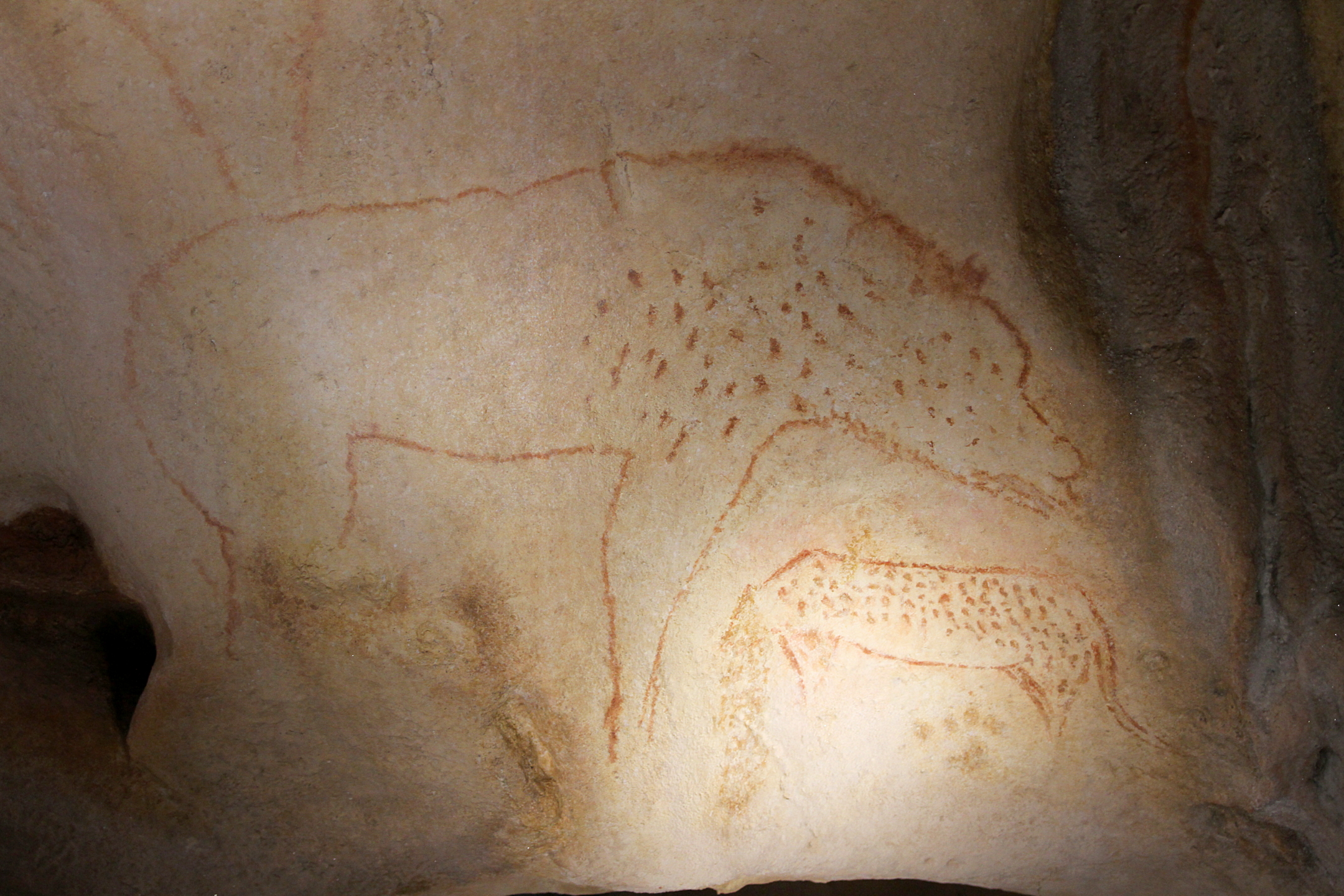
Gravura rupestre de urso (frontal) e pantera (cauda).Caverna do Pont d’Arc.

Os ursos que viveram no interior destas grutas pereceram de causas naturais, como doenças ou fome.
Wunn argumenta ainda, que a posição destes restos mortais se deve à deposição natural dos elementos como vento, aragem, mudanças de temperatura, formação de sedimentos, ou presença de fluxos de água. Portanto, a variedade de restos mortais de urso em grutas não resultou de atividades humanas.
Certos arqueólogos no entanto, tal como Emil Bächler, são da opinião que a evidência da existência dum culto ursino milenar reside precisamente nos espécimes encontrados em grutas.

## Ancestral ursino
Em um artigo na Enzyklopädie des Märchens (Enciclopédia de Contos de Fadas), o folclorista norte-americano Donald J. Ward, observou que uma história sobre um urso a acasalar com uma mulher humana e a produzir um herdeiro masculino funciona como um mito ancestral para os povos do hemisfério norte, isto é, da América do Norte, Japão, China, Sibéria e da Europa.

## Mitologia Grega
O urso acompanha a divindade lunar Ártemis e nas suas aparições esta é a forma que a deusa assume. As raparigas dançavam como "ursas" em sua honra e não podiam casar antes de passarem por esta cerimónia. Ela tem um duplo significado; pode ser tanto o sacrificador como o sacrificado.

## Mitologia Ibérica

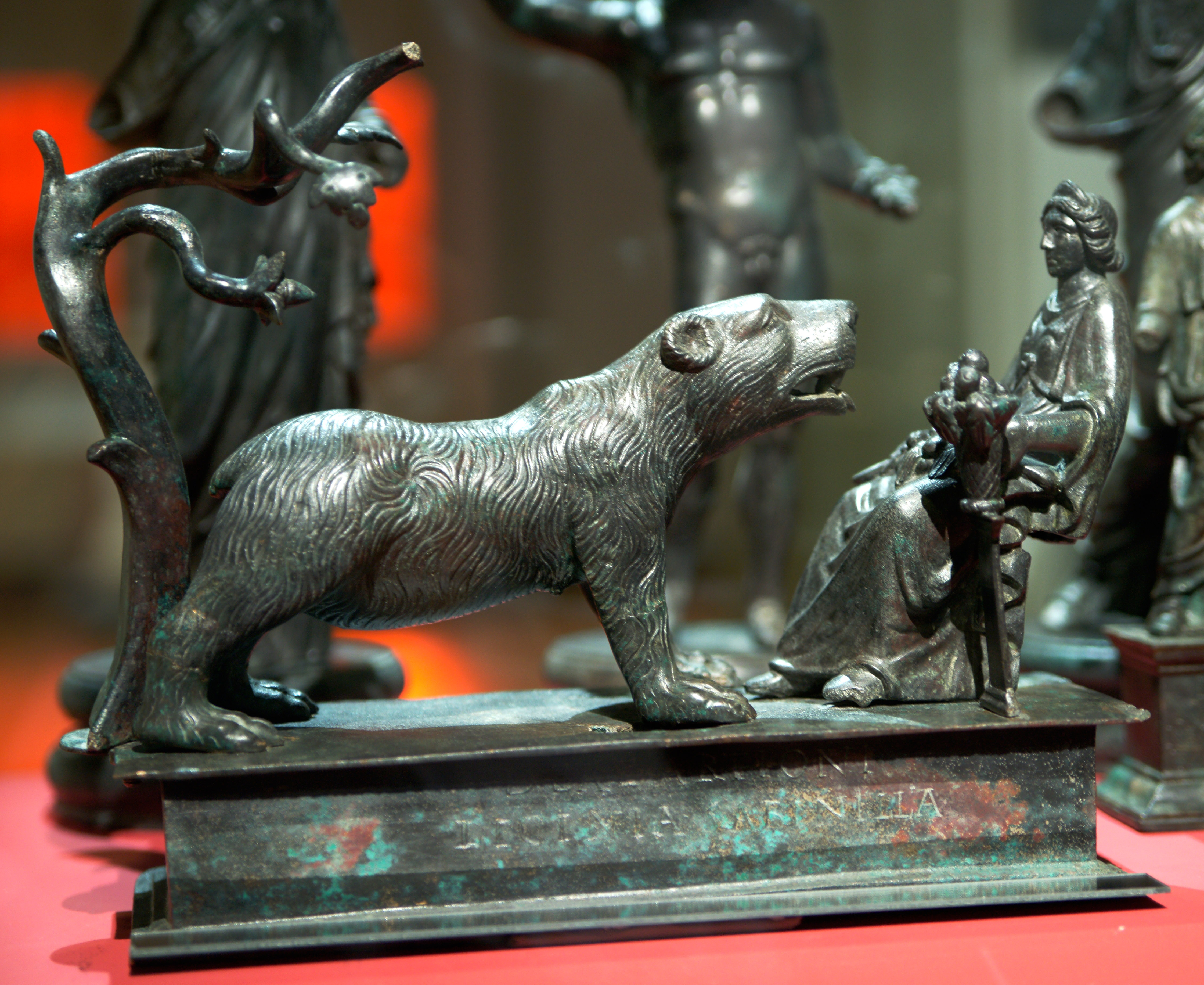
Artio representada na estatueta de Muri

No mundo dos diversos povos Ibéricos, os animais sagrados faziam parte da sua religião, quer como deuses, símbolos, ligações com o mundo mortal e os seus espíritos, quer com o mundo divino. Entre eles, o urso é representado, como se comprova pela epigrafia onde Arconi ou Arco aparece como teónimo correspondente à deusa Celta Artio (Dea Artio galo-romana) cujo culto se estende à Germânia Superior e ao território dos Helvécios. Em Portugal e na Galiza, existem vários locais com nomes relacionados ao urso, nomeadamente Ossa, Murça, Serra d'Ossa. Lendas muito antigas relacionadas com a reverência aos ursos, mitos de lobisomens fêmeas, meias-ursas, ursos e abelhas em antigos rituais xamânicos. Monumentos pré-Romanos que evocam agora uma realidade muito distante, uma vez que os ursos na Península Ibérica estão seriamente ameaçados, restando apenas populações muito pequenas em regiões montanhosas remotas.

## Ainu

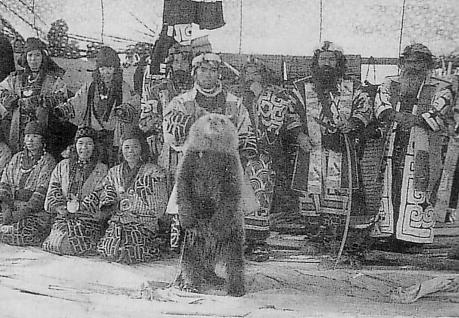
A cerimónia Iomante do Ainu à volta de 1930

O povo Ainu, que vive em ilhas no extremo norte do arquipélago japonês, fala o seu idioma nativo, a língua Ainu. Para os Ainu, o termo kamuy significa urso e/ou Deus. Muitos outros animais são considerados divinos na cultura Ainu, mas o urso é o deus supremo. Para os Ainu, quando os deuses visitam o mundo humano, vestem pêlo e garras e assumem a aparência física dum animal. Normalmente, porém, quando o termo “kamuy” é utilizado, significa essencialmente um urso. O povo Ainu alimentava-se do urso, como uma dádiva divina na forma de Ursídeos, pois acreditava que o disfarce (a carne e o pelo) de qualquer Deus era um presente para o lar que o deus-animal escolhesse visitar.
Os Ainu acreditavam que os deuses na Terra, o mundo dos homens, apareciam sob a forma de animais. Os deuses tinham a capacidade de assumir a forma humana, mas apenas no seu lar, a terra dos deuses, que fica fora do mundo dos homens. Para devolver um deus à sua terra, o povo sacrificava e comia o animal, enviando o espírito do deus para longe com civilidade. O ritual era chamado Omante e geralmente envolvia um veado ou um urso adulto. 
Omante ocorria quando o povo sacrificava um urso adulto, mas quando capturavam uma cria de urso, realizavam um ritual diferente, chamado Iomante, na língua Ainu, ou Kumamatsuri em japonês. Kumamatsuri significa "festival do urso" e Iomante significa "despedida". O evento de Kumamatsuri começou com a captura de uma cria de urso. Como se fosse uma criança dada pelos deuses, a cria era alimentada com comida humana num tabuleiro de madeira esculpida e era melhor tratada do que as crianças Ainu, pois estas consideravam-no um deus. Se a cria fosse demasiado nova e não tivesse dentes para mastigar adequadamente, uma mãe que amamentava deixava-o mamar no seu próprio peito. Quando a cria atingia os 2–3 anos de idade, era levada para o altar e depois sacrificada. Geralmente, o Kumamatsuri tinha lugar em pleno Inverno, quando a carne do urso estava no seu melhor devido à gordura adicionada. Os aldeões disparavam flechas comuns e cerimoniais, faziam oferendas, dançavam e derramavam vinho sobre o cadáver da cria. As palavras de despedida ao deus-urso eram então recitadas. O festival durava três dias e três noites, para que o deus urso regressasse devidamente ao seu lar.